# Yue (État)
Ne doit pas être confondu avec Dynastie des Yue du Sud.
Pour les articles homonymes, voir Yue.
XIe siècle av. J.-C. – 223 av. J.-C.
Entités précédentes :
- dynastie Tcheou

Entités suivantes :
- Tchou

Le Yuè ou Yú Yuè, Yut en yuè, était un État autochtone, non chinois, de la Chine orientale durant la période des Printemps et des Automnes. Il devint au début du Ve siècle av. J.-C. l'un des principaux Royaumes combattants en absorbant le royaume de Woú, son voisin septentrional peuplé de Yuè sinisés. Sa capitale septentrionale Láng Yé est transférée en 379 av. J.-C. à Woú, près de l'actuelle Shanghai. Lourdement défait en 331 av. J.-C. par le royaume de Chu, son voisin occidental, le Yuè cède à celui-ci la majeure partie de son territoire en 247 av. J.-C.
Sinisé à partir de 222 av. J.-C. sous le règne de l'unificateur de la Chine Ts'in Chi Houang, le Yú Yuè perdure en Chine du Sud à travers son aristocratie repliée dans le bassin du fleuve Min, où elle fonde en 202 av. J.-C. le Minyue. Une colonie de la côte de l'actuel Zhejiang prend son indépendance en 193 av. J.-C. et fonde le Dōng Yuè (en) ou Yuè oriental. Ces deux États sont submergés en 138 av. J.-C. par le Nanyue ou Yuè méridional, autre colonie de marchands chinois située plus au sud dans l'actuel Guangdong, et annexés avec lui en 111 av. J.-C. par la Chine des Han, venus du Nord.

## Étymologie
L'idéogramme Yuè ou Yueh, 戉 en écriture traditionnelle, 越 en écriture moderne, se prononce comme celui signifiant lune 月 mais a une étymologie différente, [wjat] ou [gjwat] en chinois archaïque. Il est basé sur un signe dessinant une hache crochue, sorte de hallebarde, qui est associé à des termes relatifs aux militaires. Il se prononce Viet en vietnamien et Iout [yut] en cantonais contemporain.

Fait pour la personne du Roi du Yuè en capitales sigillaires dite aviaires, propres au Yú Yuè du (Yuè, en haut à droite).

Depuis l'Antiquité chinoise jusqu'à l'époque moderne, ce terme de Yuè désigne toutes sortes d'États frontaliers de l'Empire du Milieu, tels le Tiānyuè, le Nanyue c'est-à-dire Yuè du sud, dont le nom a été conservé par sa partie méridionale et futur Nam Viet, le Louòyuè (en), le Kanyuè, qui a donné son nom à la rivière Kan et son bassin, tous regroupés indistinctement sous une expression signifiant multitude barbare. Dans la classification sinocentriste Hua-Yi, Yuè est cependant réservé à des peuples orientaux ou méridionaux, comme Hu (胡) l'est aux Turco-mongols, tels les Xiongnu septentrionaux.
À la fin du XIXe siècle, l'épigraphiste Sun Yirang, reprenant la géographie traditionnelle, identifie le Yuè à la province de Yang (en) 揚, l'une des neuf régions (en) tracées sur le sol chinois par le monarque mythique Yu le Grand qui a donné son nom au fleuve Yangzi Jiang 揚子江. Les supposés ancêtres des Yuè, appelés pour cette raison Yang Yuè, sont en effet situés par une tradition chinoise conquérante dans la plaine du fleuve Bleu. Pourtant Yuè désigne des hommes également qualifiés de sauvages des montagnes (山越, shānyuè), c'est-à-dire les habitants au-delà du fleuve.
Selon le Shiji, le nom de Yú aurait été attribué par Wú, le fondateur du Yú Yuè. Ce roi mythique, appelé depuis Wú Yú, c'est-à-dire Wú de Yú, avait été envoyé par son père, le roi Shao Kang, restaurer la tombe de leur ancêtre Yu le Grand sur le mont Kouaïtchi. Cette généalogie légendaire permettait aux souverains du Yú Yuè de prétendre descendre eux aussi de la Dynastie Xia. La désignation Yú Yuè n'est donc peut être qu'un tardif jeu de mots, ou d'accent. En effet, sur un sceau retrouvé en 1965, le premier roi du Yú Yuè se désigne non comme roi du Yú Yuè mais comme roi du Yuè.
Il est en outre plausible que Woú, qui désigne un royaume frère, ait la même étymologie, [Viut], forme évoluée de [wjat]. Le même signe de la hallebarde (戈, gē se retrouve dans une autre accentuation de la syllabe 武, wǔ, « guerre, amrtial » dans le terme woǔchoù 武术, qui signifie art martial.

## Histoire

### Préhistoire (2000-850 av. J.-C.)

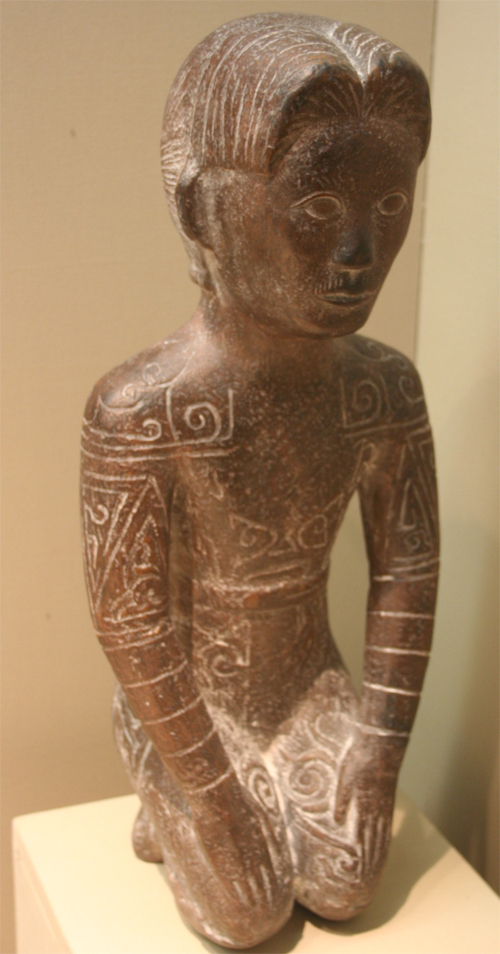
La statuette d'un serviteur déposée traditionnellement dans les tombes royales porte les tatouages caractéristiques.

Le Yú Yuè émerge, comme le Wú (吴国 / 吳國, wúguó), au cœur d'une civilisation de tumulus, dont le plus ancien exemplaire a été découvert dans les monts Tiantai, dans le Tchökiang. Cette civilisation a prospéré depuis le début du deuxième millénaire, c'est-à-dire postérieurement à celle de Liangjou, sur un territoire qui dépasse largement l'extension future de ces deux États. Plus de vingt mille de ces tumulus ont été dégagés dans le sud est de la Chine actuelle. Leur type de construction évoque celui de tumulus sibériens. Ils ont livré les artefacts d'une civilisation très différente de la civilisation d'Erligang.
Ces Yuè diffèrent des Chinois par leur musique, leur religion, leur régime alimentaire, leur urbanisme, leur architecture navale, leurs armes, leurs habitudes funéraires excentriques. Contrairement aux Chinois de l'Antiquité, ils implantent leurs villages aux sommets de montagnes et construisent leurs maisons sur pilotis. Ils portent les cheveux courts, se tatouent, marchent pieds nus, portent des vêtements à manches et jambes courtes typiques des marins. Ils cultivent des vertus opposées à la sagesse traditionnelle chinoise, fierté, audace, prise de risque. Les Yuè sont pêcheurs comme les Chinois sont paysans. Leur art de la guerre est aussi très différent. Ils utilisent de hauts tambours de guerre en cuivre, pratiquent la rapine et préfèrent la tactique de guérilla.
Les éléments d'écriture idéogrammique relevés sur les sceaux montrent une graphie tortueuse dite aviaire, différente des vermicelles utilisée dans le Woú, et leur langue austroasiatique, au monosyllabisme moins affirmé, est incompréhensible par leurs voisins du Tchou. Un apparentement, via une domination aristocratique par exemple, avec des autochtones austronésiens, peuples marins issus de la civilisation de Hemudu qui a vu naître la riziculture, chez lesquels le tatouage joue un rôle social et dont la présence est attestée jusqu'en 240 av. J.-C. voire en 620, n'est pas exclu.

### Un réservoir de mercenaires (850-507 av. J.-C.)
Le recueil sinocentré d'archives et de traditions écrit à la fin du IIe siècle av. J.-C. que sont les Mémoires du copiste fait entrer les Yuè dans l'histoire au début du VIIIe siècle av. J.-C. en tant que vassaux du royaume de Tchou. Vers 887 av. J.-C., le roi de cet État du centre de la Chine actuelle, Hsióng Ts'oú, confie à son second fils Jí Tchī la régence d'une marche en pays Yuè et reçoit le titre de roi du Yuè Jāng (en) 越章, c'est-à-dire du fief Yuè. Monté sur le trône après l'assassinat de son frère aîné Hsióng Kang par son frère cadet Hsióng Yan, Jí Tcī abdique en faveur de ce dernier et se réserve un apanage, mentionné sous le nom de Koui 夔 dans les vingtième, vingt et unième er deux derniers chapitres, intitulés Yuè Yǔ 越語, que le Discours des royaumes consacre au Yuè. Comme beaucoup de voisins « barbares », les jeunes Yuè font métier de soldats dans l'armée des Chinois.

### L'entrée des Yue sur la scène militaire chinoise (506-472 av. J.-C.)
Les historiographes chinois, transcrivant les Annales de Bambou, réserve tardivement le terme de Yuè à un État situé précisément au sud de l'embouchure du Yangzi Jiang, dans l'actuel Zhejiang, le Yú Yuè.
Le 25 décembre 506 av. J.-C., le roi du Chu, Zhao, est défait à la Bataille de Boju par les armées du roi du Wu, Helü (en), conduites par le général Sun Tzu. Sa capitale Ying est prise au terme d'une campagne de cinq autres batailles, malgré la victoire de son général Shen Yin Shu (en) à la bataille de la rivière Yongchi. L'année suivante, il est restauré sur son trône à la suite d'une victoire remportée grâce à l'appui du souverain de Qin, Ai (en), mais, en 504 av. J.-C., après avoir subi un désastre naval sur le Yangzi Jiang, il doit déplacer sa capitale vers le nord, à Ruo (en).
Dès lors, le roi Zhao n'aura de cesse d'enrôler les guérilléros du Yú Yuè pour prendre à revers le Wu. Le Yú Yuè se situe sur la rive méridionale du Delta du Yangzi Jiang, le Wu, au nord, dans l'actuel Jiangsu. La réaction s'abat dix ans plus tard sur le Yú Yuè. Youn Chang, dirigeant qui a assis son pouvoir par le louage de mercenaires au roi Zhao, est sévèrement défait en 494 av. J.-C. par Fu Chai, le fils du défunt Helü (en) monté sur le trône du Wu quelques mois plus tôt. Moyennant des dessous de table et des intrigues de palais qui ont donné naissance à la légende de la belle espionne Xi Shi, Youn Chang préserve l'indépendance de son royaume.

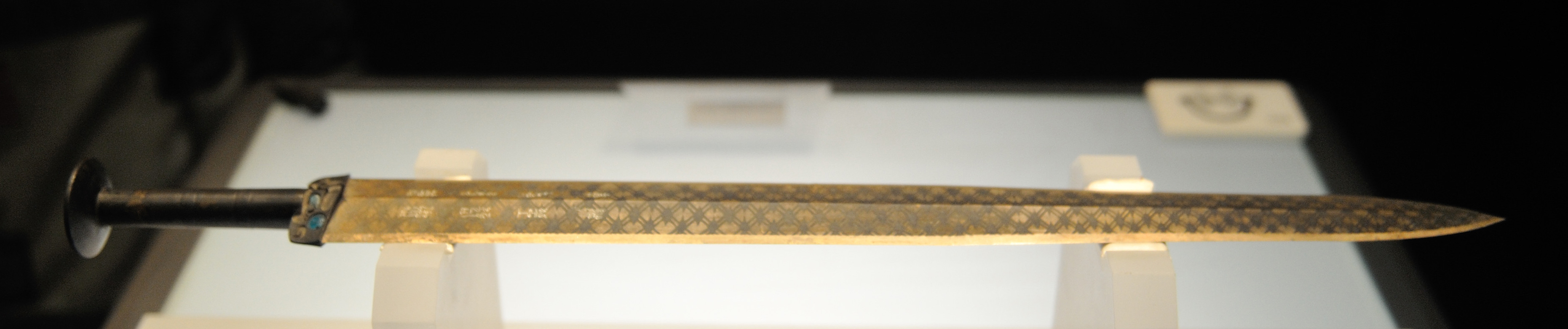
L'épée de parade de Goujian en bronze gravée au nom du fondateur du Yú Yuè et retrouvée en 1965 loin de la frontière occidentale de ce royaume.

Selon la légende, le fils de Youn Chang, Goujian (en), et le futur ministre Fan Li sont détenus trois ans en otages à la cour de Fu Chai, d'où ils ramèneront un programme de réformes politiques et administratives qui hausseront le Yuè au premier plan. Ce qui est attesté par les historiens, c'est qu'en 482 av. J.-C., Goujian (en), venge son père, décédé en 497 av. J.-C., en s'emparant par surprise de Wu, capitale homonyme du royaume. L'armée de Fu Chai, embarquée sur le Grand Canal dont les travaux se sont terminés quelques mois plus tôt, est entièrement mobilisée sur son front nord par la conquête du royaume de Qi. S'ensuivent neuf années de campagne qui se soldent en 472 av. J.-C. par l'annexion du Wu grâce à l'appui militaire du roi de Chu, Hui, le fils et successeur de Zhao.

### Un nouvel hégémon (471-380 av. J.-C.)

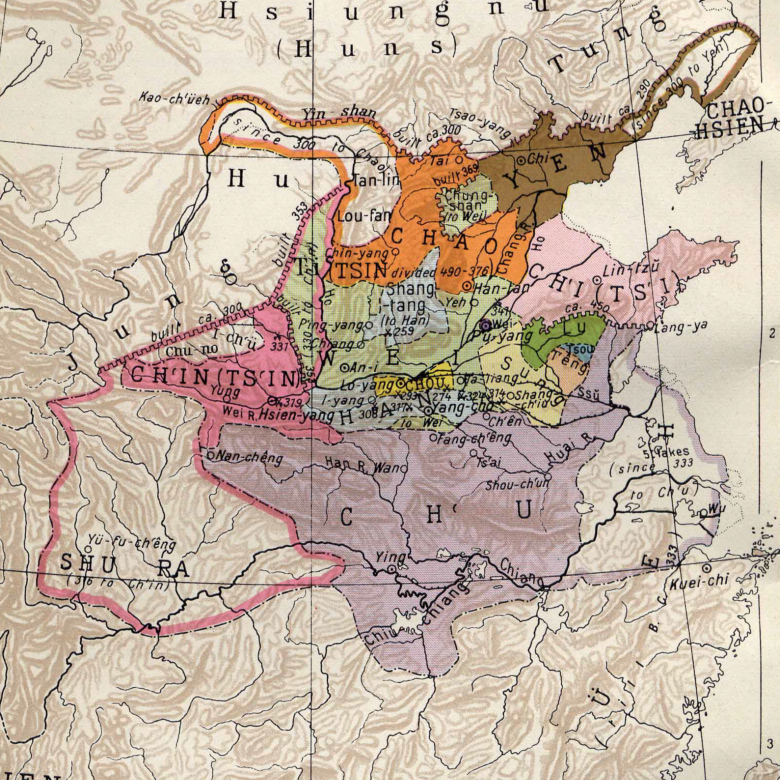
Les Yuè, puissance orientale dans le champ de bataille des Royaumes combattants, dont sortira finalement vainqueur le plus occidental Ts'in.

La chronique rédigée au milieu du Ve siècle par le moine bouddhiste Kian Jen, le Yuè Kioué Choū ou Archives perdues du royaume de Yuè, rapporte que le conquérant Keoukien (en) pousse son hégémonie vers le nord jusque dans le sud du Chantoung, à distance duquel il dresse en 468 av. J.-C. sa nouvelle capitale, Láng Yé 琅玡. Il y reçoit une ambassade ostentatoire envoyée par Āikōng, le souverain du Lǔ aux frontières duquel il arrête son expédition.
Dominant les deux rives du cours inférieur du fleuve et la côte durant un demi-siècle, le nouveau Yuè, désormais appelé exclusivement Yú Yuè, est réputé pour la qualité de son travail du métal, en particulier celui des épées. Des exemplaires composés d'un alliage spécial de bronze sulfuré et arsénié ont été retrouvés sans altération du tranchant, ni traces d'oxydation tant les fourreaux sont ajustés. Keoukien (en) est l'initiateur d'une politique nataliste qui interdit le mariage entre personnes d'âges disparates, mais à sa mort le territoire est dirigé par une multitude de vassaux turbulents.
En 416 av. J.-C. le souverain Wang Weng, troisième successeur de Keōukièn (en) et possible usurpateur, annexe le petit État frontalier de Téng. L'année suivante, il dépose Gū, le souverain de son autre voisin septentrional, le Tán. La chronique des Stratagèmes des royaumes combattants, sans préciser de date, indique que le Zēng (en) est également assujetti au Yú Yuè. Le philosophe Mozi, contemporain des événements, rapporte comment dans les batailles navales le Yú Yuè a l'avantage sur le royaume de Chu. Les navires de celui-ci, étant en amont du Yangzi Jiang, doivent dans la retraite manœuvrer contre le courant, alors que ceux du premier s'échappent plus facilement.

### L'instabilité politique (379-334 av. J.-C.)
En 379 av. J.-C., Wáng Yī, le fils et successeur de Wang Weng, transfert sa capitale de Láng Yé, aux confins nord du royaume, à Woú, sur la rive méridionale du Yangzi Jiang, en retrait d'un insignifiant port maritime appelé à devenir Changhaï. Trois ans plus tard, il périt dans un coup d'État qui voit la monarchie être durablement réduite à un théâtre d'ombre animé par l'aristocratie de la ville de Woú. En 375 av. J.-C., le ministre Tsǐ Seōu met sur le trône Choū Woú Yú, que le plus jeune frère du ministre assassine dix ans plus tard. Le successeur Woú Jouān n'est apparemment autre que Tsǐ Seōu lui-même, pantin ayant adopté un nom de règne que décrit le Tchouang tseu après qu'il a été forcé par la cour d'accepter la charge pour échapper à la mort.
En 336 av. J.-C., Woú Kiāng, monté sur le trône à la mort de Woú Jouān vingt et un ans plus tôt, attaque son puissant voisin oriental, le royaume de Tchou. Deux ans plus tard, il est tué lors d'une invasion conduite par le roi du Tchou, Wēi wáng, dans le prolongement de celle du Ts'i et du siège de Hsoújeōu.

### Une puissance menaçante en retrait (333-223 av. J.-C.)

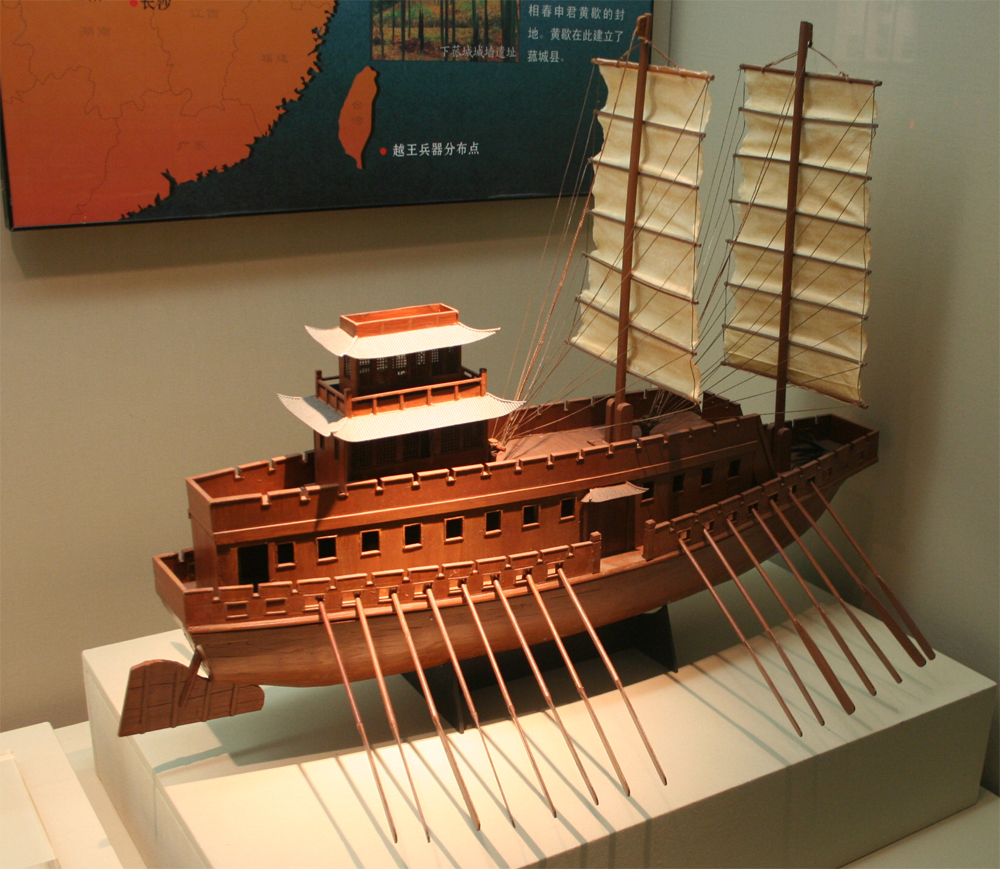
Maquette d'un navire marchand similaire à l'un des trois cents que le roi du Yué a envoyés en 312 av. J.-C. à celui de Wei. (à Hangjou).

En dépit de cette défaite, si les vassaux négocient leur allégeance à l'un ou l'autre souverain, le Yú Yuè demeure un État puissant et agissant hors de ses frontières. Selon les Stratagèmes, le Yú Yuè continue après l'invasion de 334 av. J.-C. d'être une menace pour le Tchou. En 315 av. J.-C., les pillages menés par les Yuè font échouer Kouǎi, roi du Qí, dans son invasion du Yān.
Le roi du Yú Yuè, peut-être Ts'īn, celui que les Mémoires du copiste donnent pour successeur de Tsoūn, montre en 312 av. J.-C. une magnificence certaine en adressant une impressionnante ambassade de trois cents navires à Kōng Chī Yǔ, souverain du Wei. Elle apporte à celui-ci cornes de rhinocéros et ivoire en plus de cinq millions de flèches. Que ce soit un tribut ou une aide, elle témoigne d'une alliance militaire avec cet État lointain en butte aux assauts du Ts'in oriental et de la conscience politique qu'ont les dirigeants de l'époque d'un équilibre fragile entre royaumes combattants.
Ce n'est que sous le règne de Kǎoliè que Láng Yé est occupée et son territoire annexé. L'action est conduite par le général Tchouchen (en), ministre du Tchou qui s'empare du Woú et sa capitale en 248 av. J.-C. Pour s'en défendre, le roi Soūn Kāi a dressé des fortifications, qui n'arrêtent cependant pas la colonisation des rives méridionales du delta du Yangzi Jiang. Pour favoriser celle-ci, Tchouchen (en) construit à son tour des défenses au sud de la ville de Woú, ce qui atteste que le Yú Yuè reste redouté.
À partir de 235 av. J.-C., le Yú Yuè, replié sur Kouaïtchi, devient un foyer de la résistance au conquérant Ying Jèng, unificateur et premier empereur historique de la Chine. Le dernier roi du Chu, Foucthou, fils illégitime de Kǎoliè qui avait usurpé le trône à son demi-frère, est déposé en 223 av. J.-C. En 222 av. J.-C., c'est au tour du roi du Yú Yuè. Kouaïtchi est transformé en une commanderie.

### Les Yuè méridionaux, occidentaux et orientaux (222-111 av. J.-C.).

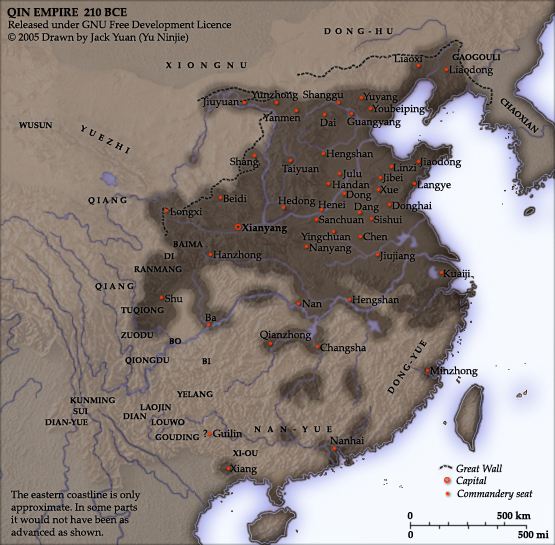
L'empire Ts'in en 210 av. J.-C. avec, à son sud-est, le Min Yuè.

Fondation de la colonie indépendante de Nán Yuè ou Yuè du sud (221-206 av. J.-C.).
Dès 221 av. J.-C., une campagne de pacification du sud mobilisant un demi million d'hommes est envoyée à travers la jungle par le conquérant Ying Jèng. Elle se conclut sept ans plus tard par la mort du commandant en chef de l'expédition, Toú Souī, et un constat d'échec. Les garnisons de l'occupant se transforment en prisons le jour, et en cibles la nuit.
Toutefois, en 208 av. J.-C., un gouverneur chinois, Jào Touó, pousse ses troupes jusque sur le territoire des Louò Yuè (en), alias Lạc Việt, s'empare de leur capitale Cổ Loa et renverse leur roi An Dương Vương. L'héritier de l'empire Ts'ín Èr Chì mort, il réussit en 206 av. J.-C., en s'appuyant sur les communautés immigrées de marchands chinois du port de Pānyú, sur la rivière des Perles, à fonder un État colonial, le Nán Yuè, c'est-à-dire Yuè méridional, et une dynastie métisse, les Yuè du sud.
Le repli des Hsī Yuè ou Yuè de l'ouest en pays Tchouang (208 av. J.-C.).
Le déterminatif de Yuè est à cette époque employé par les diplomates de la cour impériale chinoise, et par les historiens à leur suite, pour désigner de multiples entités politiques du Sud de la Chine. Le Ōu Yuè (en) ou Âu Việt est une colonie fondée cinquante deux ans plus tôt, en 258 av. J.-C., par un général du royaume de Choǔ, qui est ce même An Dương Vương renversé en 208 av. J.-C. par le fondateur du Nán Yuè, Jào Touó. Leurs successeurs repliés en pays Tchouang sont dès lors appelés Ōu Yuè occidentaux (en) ou Hsī Ōu 西甌. Cette dénomination ne procède peut être pas tant d'une origine Yuè des fondateurs de ce royaume que d'une construction intellectuelle associant toutes sortes d'États méridionaux sous ce même terme. C'est ainsi que la commanderie de Ítchōou, fondée en 109 av. J.-C. sur les ruines du royaume de Tiān conquis, sera appelée Tiān Yuè, alors que les liens culturels de ce royaume avec les Yuè paraissent très ténus. Le partage de quelques racines toponymiques entre Tchouang et Yuè, sans que le sens de l'échange puisse être déterminé, plaide toutefois pour une parenté entre dynasties. Les contingents des corps expéditionnaires envoyés par les Chinois qui sont à l'origine de ces entités politiques étaient en effet probablement Yuè.

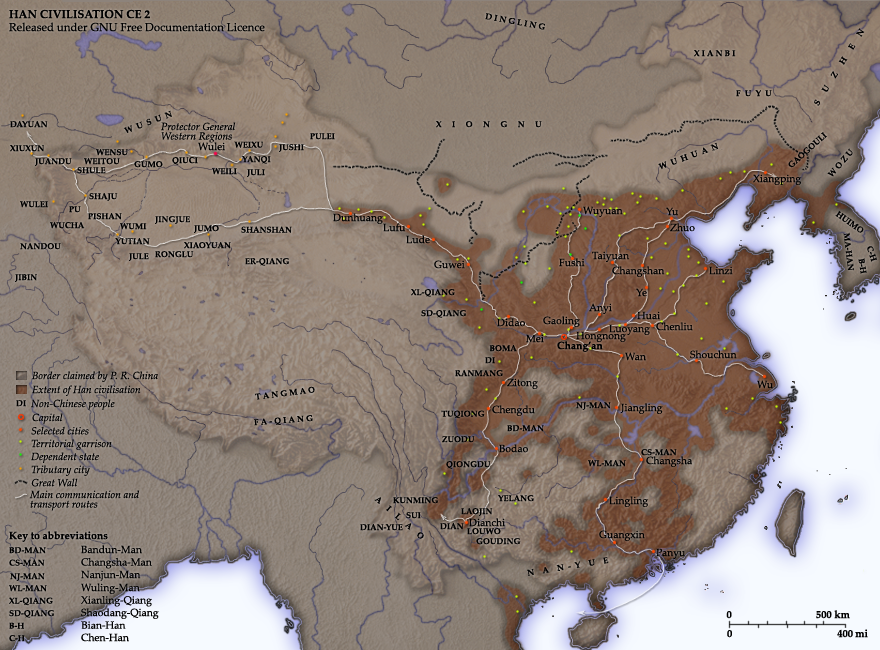
Extension des Han. La zone continentale grise située en face de Formose correspond au territoire Yuè.

L'exil des Min Yuè (202-183 av. J.-C.).
Pour résoudre l'insubordination endémique des Yuè frontaliers, en 202 av. J.-C., Lioú Pāng, fondateur victorieux de la dynastie Han à la mort de l'empereur Ying Jèng, donne à un de ses compagnons d'armes, Yáo, le titre de Prince de Yuè, à charge d'assurer le gouvernement autonome de l'ex Yú Yuè à partir d'une quartier général fixé dans la ville de Wu. Les Mémoires du copiste rapportent que la dynastie déchue se réfugie alors plus au sud, dans les monts Woǔyí de l'actuel Foukien. À Ye 冶, elle se bâtit un nouveau royaume parmi les populations du bassin du fleuve Min, que les Chinois appellent Min Yuè, c'est-à-dire littéralement en chinois « ces serpents 閩 de Yuè », dénomination qui perdra son étymologie péjorative quand, onze siècles plus tard, elle sera officiellement revendiquée par l'éphémère dynastie du prince sécessionniste Jong Yi (en).
La colonie indépendante de Dōng Yuè ou Yuè de l'est (193-137 av. J.-C.).
En 193 av. J.-C., le prince Yáo prend son indépendance et installe sa capitale plus au sud, à Yongkia, sur la côte de l'actuel Tchökiang. Ce nouvel État prend dans les chartes diplomatiques chinoises le nom Dōng Yuè (en), alias Ōu Yuè (en) oriental 東甌. Il se maintient tout le temps du règne des Han antérieurs, alors que le Min Yuè est annexé en 183 av. J.-C. par Jào Touó, le vieux roi du Nán Yuè.
Quand, en 154 av. J.-C., l'empereur Jing confie au général Jeōu Yǎfoū (en) la mission de mater la rébellion dite des sept rois, le roi du Dōng Yuè (en) et celui du Nán Yuè soutiennent le neveu rebelle de l'empereur, Lioú Pì, qui est aussi prince du Woú voisin et commandeur de l'ex capitale Kouaïtchi. C'est pourtant le frère du roi du Dōng Yuè (en), le général Yí Wū, qui fait tuer Lioú Pì, quand celui-ci se réfugie à Tonghaï, ville de l'embouchure du Tchìn (en). Pour ce revirement ou cette trahison, Yí Wū reçoit le titre royal de Píngdoū wáng et son frère est désormais reconnu à la cour des Han comme le roi des marais Péng, Péngzé wáng, c'est-à-dire de Tonghaï, qu'entourent ces marais.
La « Chine du Sud »
En 138 av. J.-C., le Nanyue reprend son expansion vers le nord et annexe le Dōng Yuè (en), dominant ainsi toute la côte entre le fleuve Rouge et le fleuve Bleu. Cette situation provoque la réaction du septième empereur Han, Wǔ, qui en deux campagnes militaires, en 135 av. J.-C. et en 111 av. J.-C., procèdent à la conquête de la Chine du Sud.

### Postérité: assimilation et créolisation (221-978).
Un fief Yuè sera restitué sur l'ancien territoire du Yú Yuè au profit du prince Ts'ián Lioú (en) par les Tang en pleine décadence après plus d'un millénaire, en 902. Renommé Woúyuè dès 907, durant la transition dite des Dix royaumes, il disparaît en 978 au profit des Song, trois ans après que le roi Ts'ián Tchoù (en), petit fils de Ts'ián Lioú (en), y a fait construire la célèbre Pagode de Leifeng au bord du lac de l'Ouest.
À travers cette histoire politique, le peuple Yuè lui-même ne disparait pas mais se fond dans une explosion démographique chinoise. Favorisée dès 314 par le transfert de l'administration impériale dans la future Nankin à la suite de l'insurrection dite des cinq barbares, ou Wu Hu, en 304, du sac de Luoyang et du «désastre de Yongjia » en 311, la sinisation du Woú, laissera un pâle substrat austroasiatique dans la langue Woú, comme le celtique par exemple dans le français. Ce substrat est plus marqué dans le continuum des dialectes du Min Yuè et les étymons communs au vietnamien deviennent plus nombreux à mesure que l'on s'éloigne de la plaine du Yangzi Jiang. La colonisation depuis ce fleuve jusqu'au Nanyue et la rivière des Perles, en remontant la rivière Gan, donnera naissance aux créoles Kan Hakka.

## Souverains
Les fondateurs légendaires.
- Woú Yu 越侯無餘.

...dix générations...
- Woú Jen 越侯無壬.
- Woú Yì[21]

Les ancêtres de Keōukièn.
- Woú Chen 越侯無瞫.
- Fou Tan 越侯夫譚.

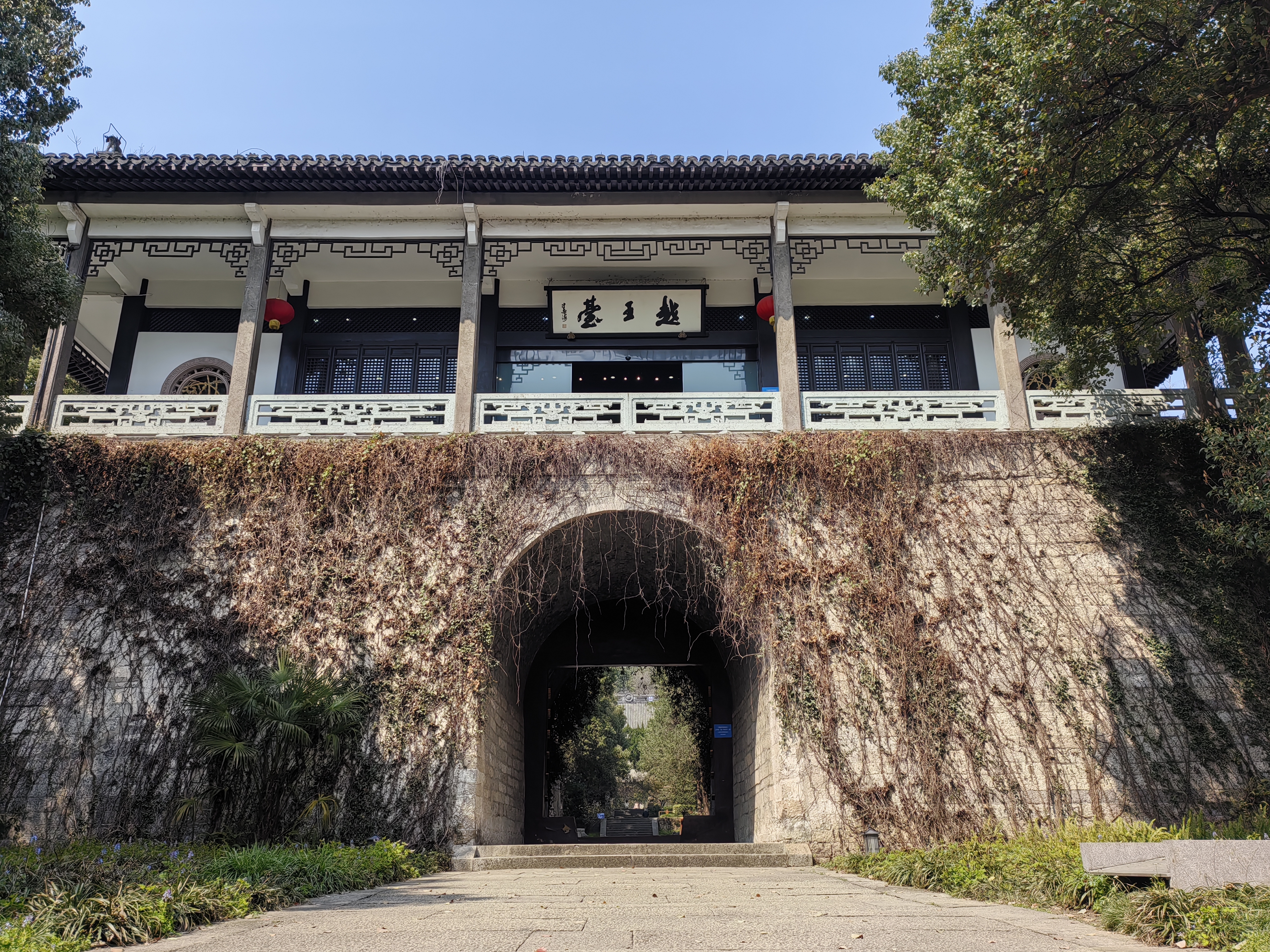
Mausolée du roi Keōukièn dressé au pied du Mont Kouaïtchi, capitale du Yuè avant 379 av. J.-C., date à laquelle celle-ci est fixée à Woú.

- Youn Chang 越王允常 (mort en 497 av. J.-C.).

Première dynastie (496-449 av. J.-C.).
- Keōukièn (en) 越王勾踐 (496-465 av. J.-C.) dit en chinois Tǎn Jí c'est-à-dire Porte roseau (cf. Plantagenêt).
- Shí Yǔ alias Yǔ Yí, fils de Keōukièn (en) (465-459 av. J.-C.) dit en chinois Loù Yǐng 越王鹿郢.
- Máng Goū (459-449 av. J.-C.), mort assassiné, dit en chinois Boú Chòu 越王不壽 c'est-à-dire Sans longue vie.

Seconde dynastie (449-376 av. J.-C.).
- Zhoū Gōu (449-412 av. J.-C.) dit en chinois roi Weng 越王翁.
- Yī 越王翳 (412-376 av. J.-C.), fils de Zhoū Gōu, également qualifié de roi (Wáng).
- Joū Jioù 越王之侯 (376 av. J.-C.), prince héritier renversé par la cour au bout de trois mois pour avoir assassiné Yī.

Les rois fantoches (375-333 av. J.-C.).
- Choū Woú Yú 越王初無余 (375-365 av. J.-C.), mis sur le trône sous le nom de Máng Ān par le grand officier Tsǐ Seōu et assassiné par le cadet de ce dernier.
- Woú Jouān 越王無顓 (365-357 av. J.-C.), dit en chinois Tǎn Joú Máo, apparemment nom de règne du même Tsǐ Seōu qui, craignant un quatrième régicide, s'enfuit et fut mis de force sur le trône.
- Woú Kiāng 越王無彊 (357-333 av. J.-C.), tué lors de l'invasion du Tch'i puis du Yú Yuè par le Tchou.

Les rois méconnus (333-223 av. J.-C.).
- Tsoūn, successeur de Woú Kiāng.
- Ts'īn, successeur de Tsoūn.
- Soūn Kāi[22], bâtisseur d'une muraille défensive.

Ultra (222-100 av. J.-C.)
Des souverains sont cités dans les Archives perdues du royaume de Yuè :
- Yoúfoù Kioūn, seigneur de Fùchéng, qui ne correspond a priori à aucun des Funcheng contemporains,
- Yuè Kān wáng, seigneur de Gānchéng,
- Yuè Kiīng wáng.
- Wáng Chǐ, connu par son seul tombeau royal du mont Yuān,
- Péngzé wáng, ca. 154 av. J.-C..

Un autre tombeau d'un roi Yuè est cité au Ier siècle sans plus de détails.